# ويلبر كلارك
ويلبر كلارك (بالإنجليزية: Wilbur Clark)‏ هو شخصية أعمال أمريكي، ولد في 27 ديسمبر 1908 في كيسبورت في الولايات المتحدة، وتوفي في 27 أغسطس 1965.